# Karl Weierstraß

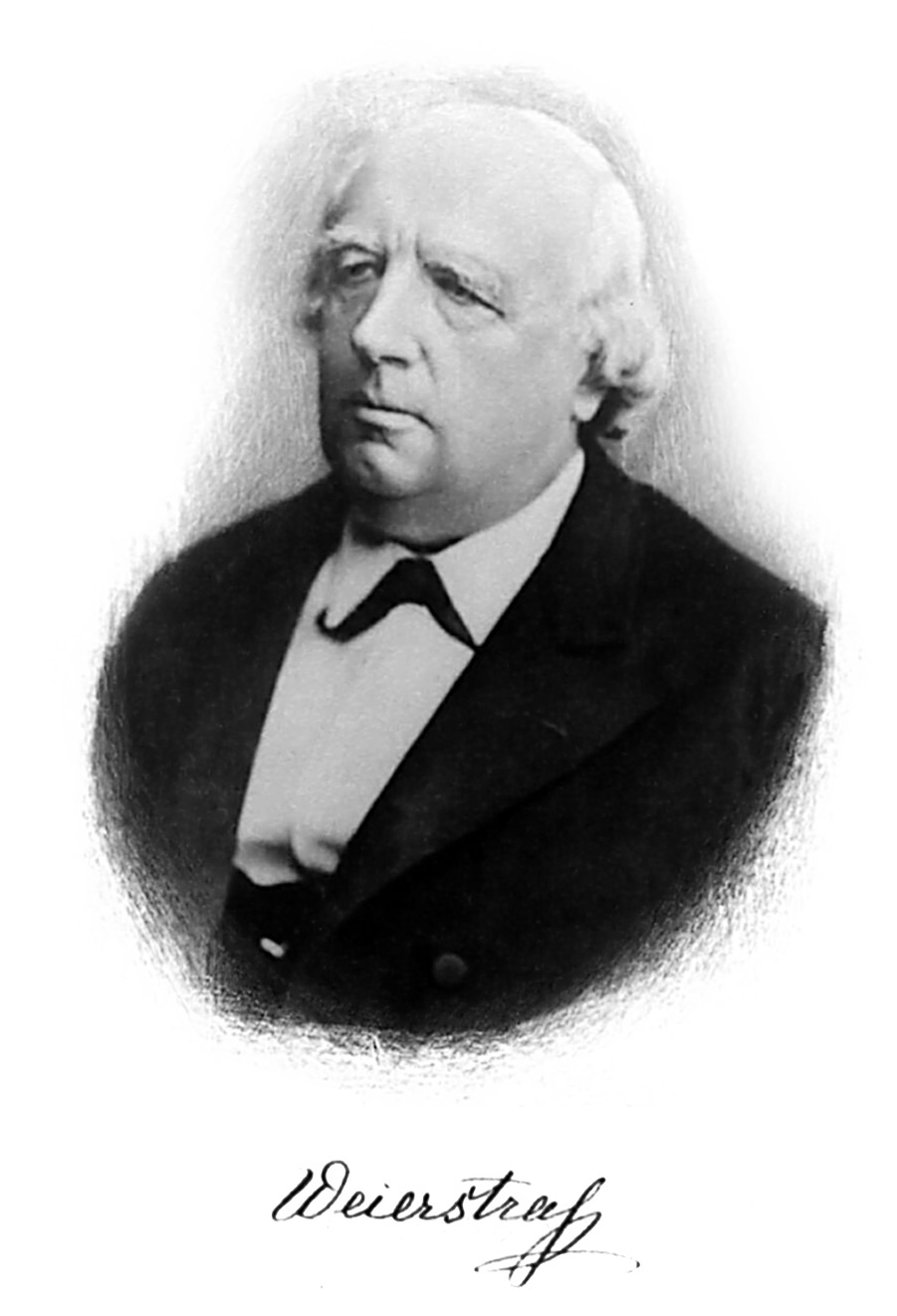
Karl Weierstraß

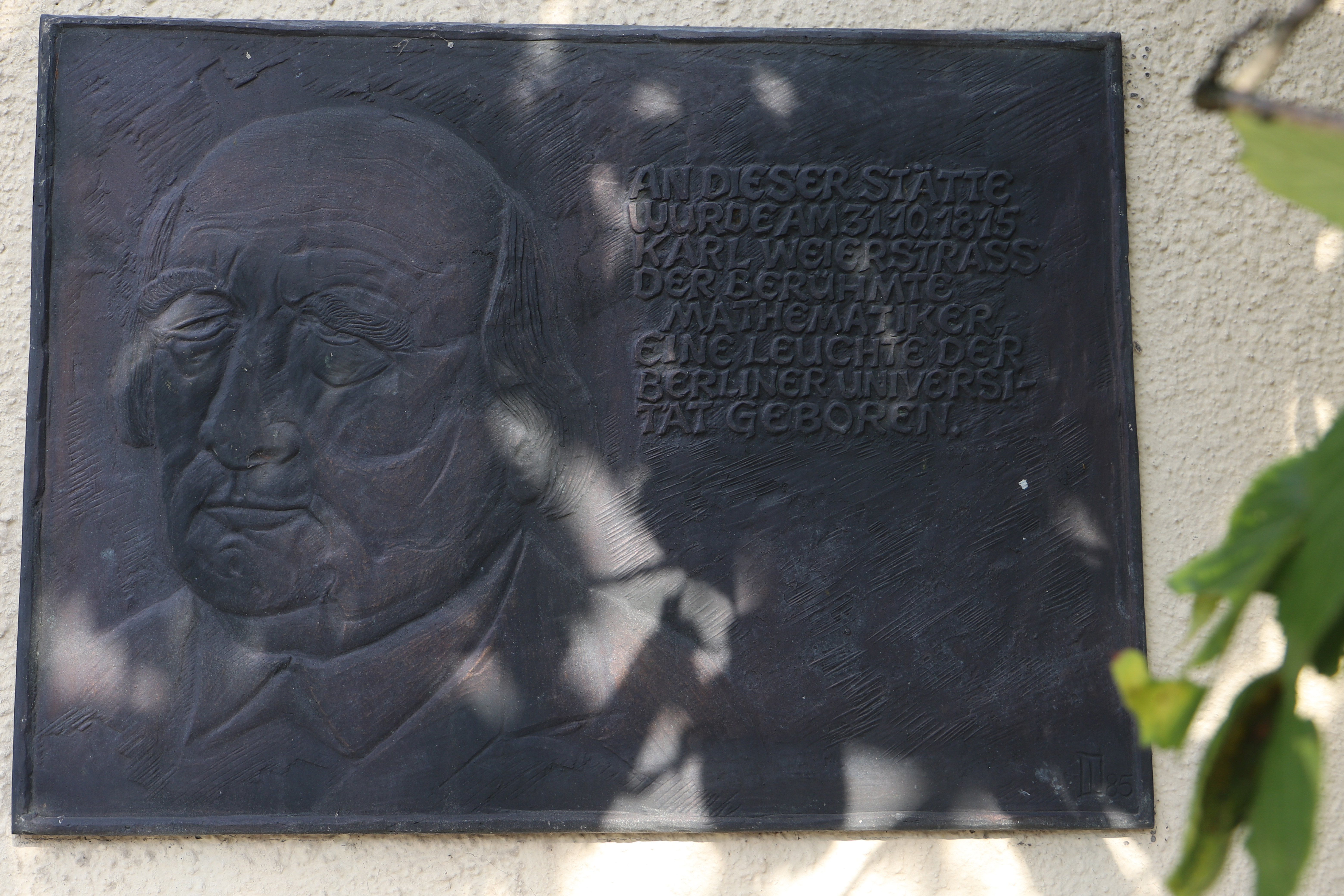
Gedenktafel in Erinnerung an seine Geburtsstätte in Ostenfelde

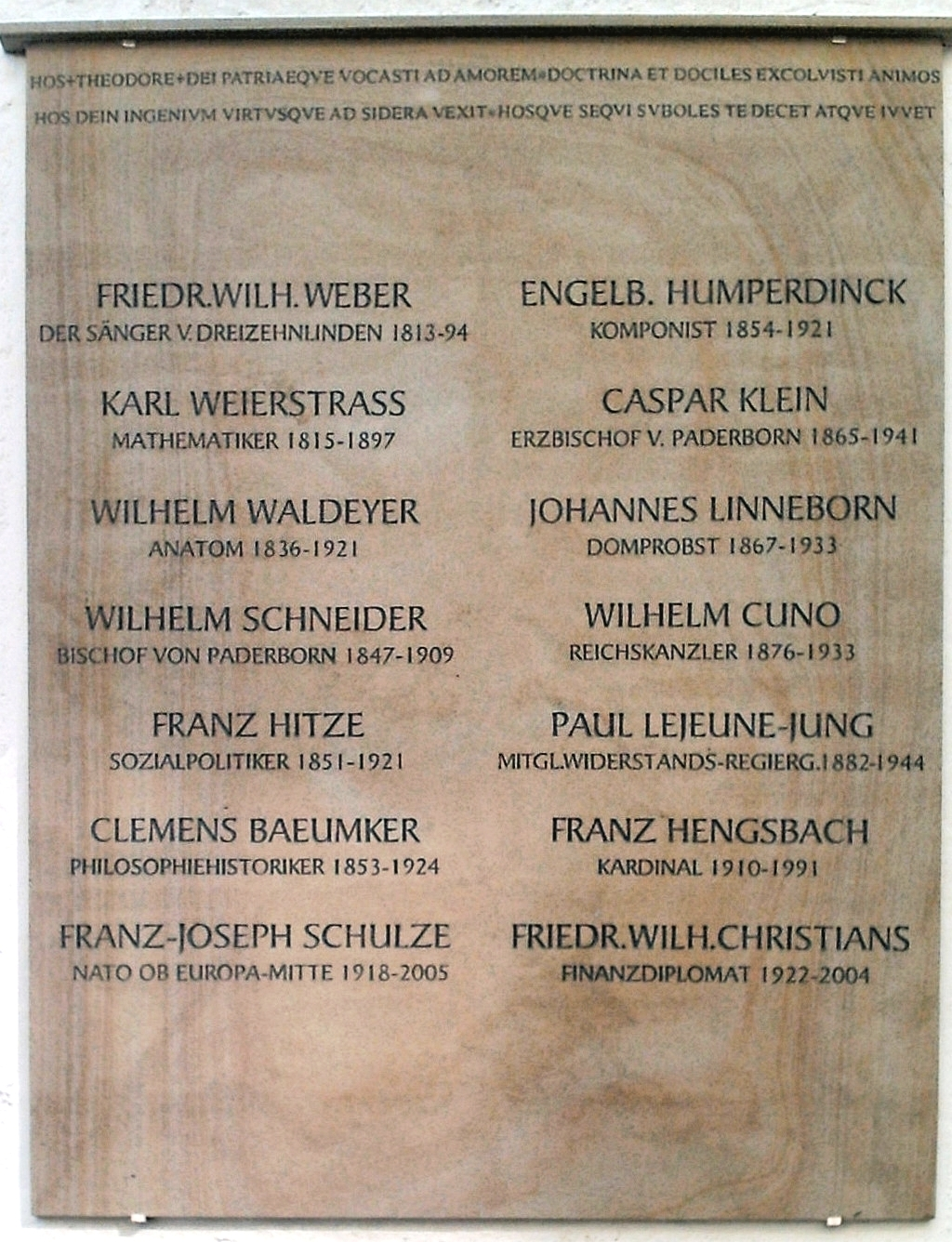
Karl Weierstraß ist auf der Ehrentafel ehemaliger Schüler des Gymnasiums Theodorianum in Paderborn genannt. (linke Seite, zweiter Name von oben)

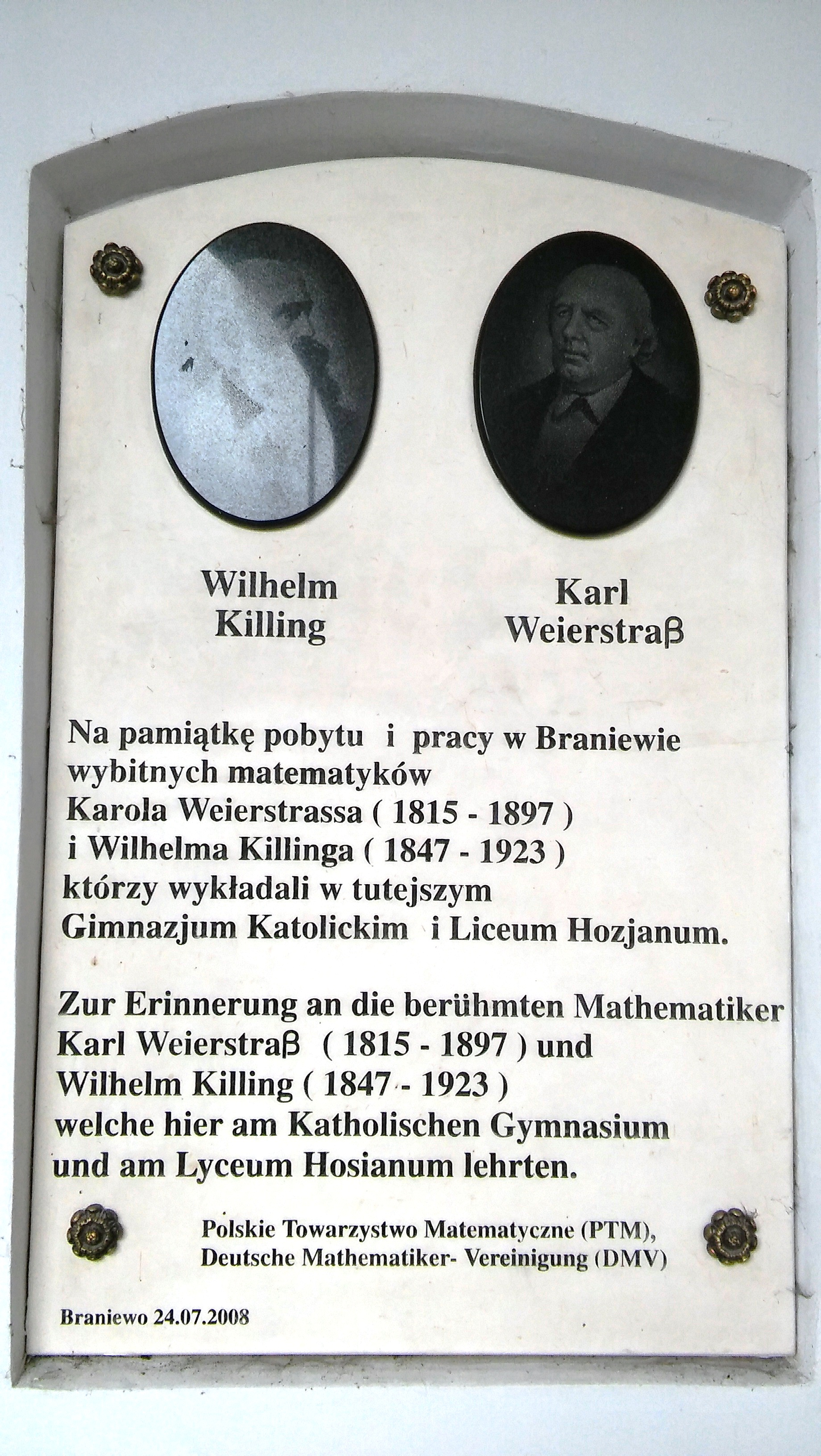
Karl Weierstraß auf der Ehrentafel Lyceum Hosianum in Braniewo

Karl Theodor Wilhelm Weierstraß (* 31. Oktober 1815 in Ostenfelde bei Ennigerloh, Münsterland; † 19. Februar 1897 in Berlin) war ein deutscher Mathematiker, der sich um die logisch fundierte Aufarbeitung der Analysis verdient gemacht hat. Daneben leistete er bahnbrechende Beiträge in verschiedenen Gebieten der Mathematik wie der Funktionentheorie, der Variationsrechnung, der Differentialgeometrie und der Theorie der elliptischen Funktionen.

## Leben
Sein Vater Wilhelm war zur Zeit von Karl Weierstraß’ Geburt Sekretär beim Bürgermeister von Ostenfelde. Als Karl acht Jahre war, wurde der Vater Steuerinspektor, was dazu führte, dass die Familie viel in Preußen umherziehen musste. Im Sterbejahr seiner Mutter, 1827, erhielt sein Vater einen festen Posten in Paderborn, so dass Karl das dortige „Akademische Gymnasium“ (heute Theodorianum) besuchen konnte. Nebenher musste er in der Buchführung arbeiten, um die Familienfinanzen zu verbessern, hatte aber trotzdem stets gute Noten und las nebenbei die führende deutsche Mathematik-Zeitschrift Crelles Journal. Auf Wunsch seines Vaters studierte Weierstraß von 1834 bis 1838 Rechtswissenschaft und Finanzwesen an der Rheinischen Friedrich-Wilhelms-Universität Bonn, um sich auf eine Laufbahn als preußischer Verwaltungsbeamter vorzubereiten. Seit 1836 war er Mitglied des Corps Saxonia Bonn, in dem er nach Felix Kleins Beschreibung ein wenig zu sehr aufging. Nebenbei las er Werke von Pierre-Simon Laplace, Niels Henrik Abel und Carl Gustav Jacob Jacobi, was ihn in seiner Hinwendung zur Mathematik bestärkte. Nachdem er 1838 die Universität Bonn ohne Abschluss verlassen hatte, ließ sich sein aufgebrachter Vater überzeugen, ihn von 1838 bis 1840 an der Akademie Münster Mathematik und Physik studieren zu lassen. Dort hatte er nämlich die Möglichkeit, sich in relativ kurzer Zeit zum Gymnasiallehrer ausbilden zu lassen. Während seines Studiums hörte er bei Christoph Gudermann, der von Weierstraß sehr beeindruckt war, die Theorie der elliptischen Funktionen. Auf sein Examen bereitete er sich durch Selbststudium in Westernkotten bei Lippstadt vor, wo sein Vater Direktor einer Saline war.
Nach bestandenem Examen unterrichtete er 1841/42 als Lehrer an Gymnasien in Münster. Hier entwickelte er auch die Grundlagen seiner späteren Theorie komplexer Funktionen, veröffentlichte aber nichts. Ab Ostern 1843 war er in Deutsch Krone in Westpreußen und seit 1848 in Braunsberg am Lyceum Hosianum tätig. Neben Mathematik unterrichtete er auch verschiedene andere Fächer wie Physik, Botanik und Turnen. Mit dem letztgenannten Fach hatte es eine besondere Bewandtnis: Als 1844 in Deutsch-Krone der Turnunterricht eingeführt werden sollte, kam nur Weierstraß als geeigneter Turnlehrer in Betracht. Er hatte in jungen Jahren selbst geturnt und war mit dem Buch von Carl Euler Die deutsche Turnkunst vertraut. Ende Juli 1844 reiste er nach Berlin und bildete sich dort zum Turnlehrer aus.
In völliger Isolation von der mathematischen Welt arbeitete Weierstraß intensiv an seiner Theorie der abelschen Funktionen (den unmittelbaren Verallgemeinerungen der elliptischen Funktionen) und publizierte in der Zeitschrift seiner Schule. Aufmerksamkeit erregte aber erst ein Aufsatz in Crelles Journal 1854 Zur Theorie der Abelschen Funktionen, dem 1856 eine ausführlichere Ausarbeitung folgte. 1861 vollendete er durch die allgemeine Theorie der analytischen Funktionen die Arithmetisierung der Mathematik.
Aufgrund seiner Leistungen verlieh die Albertus-Universität Königsberg Weierstraß 1856 die Ehrendoktorwürde. Die führenden Berliner Mathematiker Peter Gustav Lejeune Dirichlet und Ernst Eduard Kummer bemühten sich, ihn nach Berlin zu ziehen. Seit 1856 unterrichtete er Mathematik am Königlichen Gewerbeinstitut (1879 integriert in die Technische Hochschule Berlin), wurde aber im selben Jahr Professor an der Friedrich-Wilhelms-Universität Berlin, während man sich gleichzeitig intensiv bemühte, ihn nach Österreich zu verpflichten. In Berlin bildete sich bald eine große Schule um ihn, deren Kennzeichen die Einführung „weierstraßscher Strenge“ in die Analysis war. Stärker noch als durch seine Veröffentlichungen wirkte er durch die zahlreichen weit zirkulierenden Mitschriften seiner Vorlesungen durch seine Studenten, wie Wilhelm Killing oder Adolf Hurwitz. Mit seinem Berliner Kollegen Leopold Kronecker verstand er sich zunächst gut, es kam aber 1877 zum Zerwürfnis wegen dessen Ablehnung der Mengenlehre von Weierstraß’ Schüler Georg Cantor.
Weierstraß, der nie geheiratet hat, hatte eine besondere Beziehung zu seiner russischen Schülerin Sofia Kowalewskaja, die er ab 1870 privat unterrichtete, da sie als Frau keine Zulassung an der Universität erhielt. Er machte seinen Einfluss geltend, so dass sie 1874 in Göttingen promovieren und in Stockholm 1884 eine Privatdozentenstelle antreten konnte. Dort wirkte auch einer der bedeutendsten Weierstraß-Schüler, Gösta Mittag-Leffler, der selbst später eine führende internationale Rolle in der Analysis einnahm. Bis zu ihrem Tod 1891 blieb Weierstraß in ständigem Briefwechsel mit Sofia Kowalewskaja.

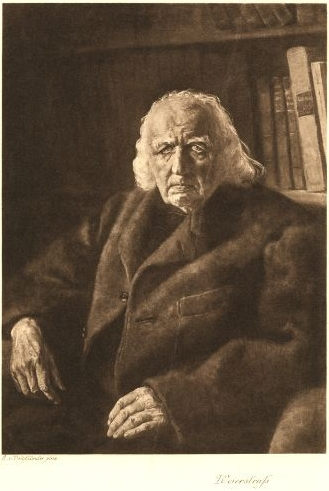
Heliogravüre
nach R. von Voigtländer

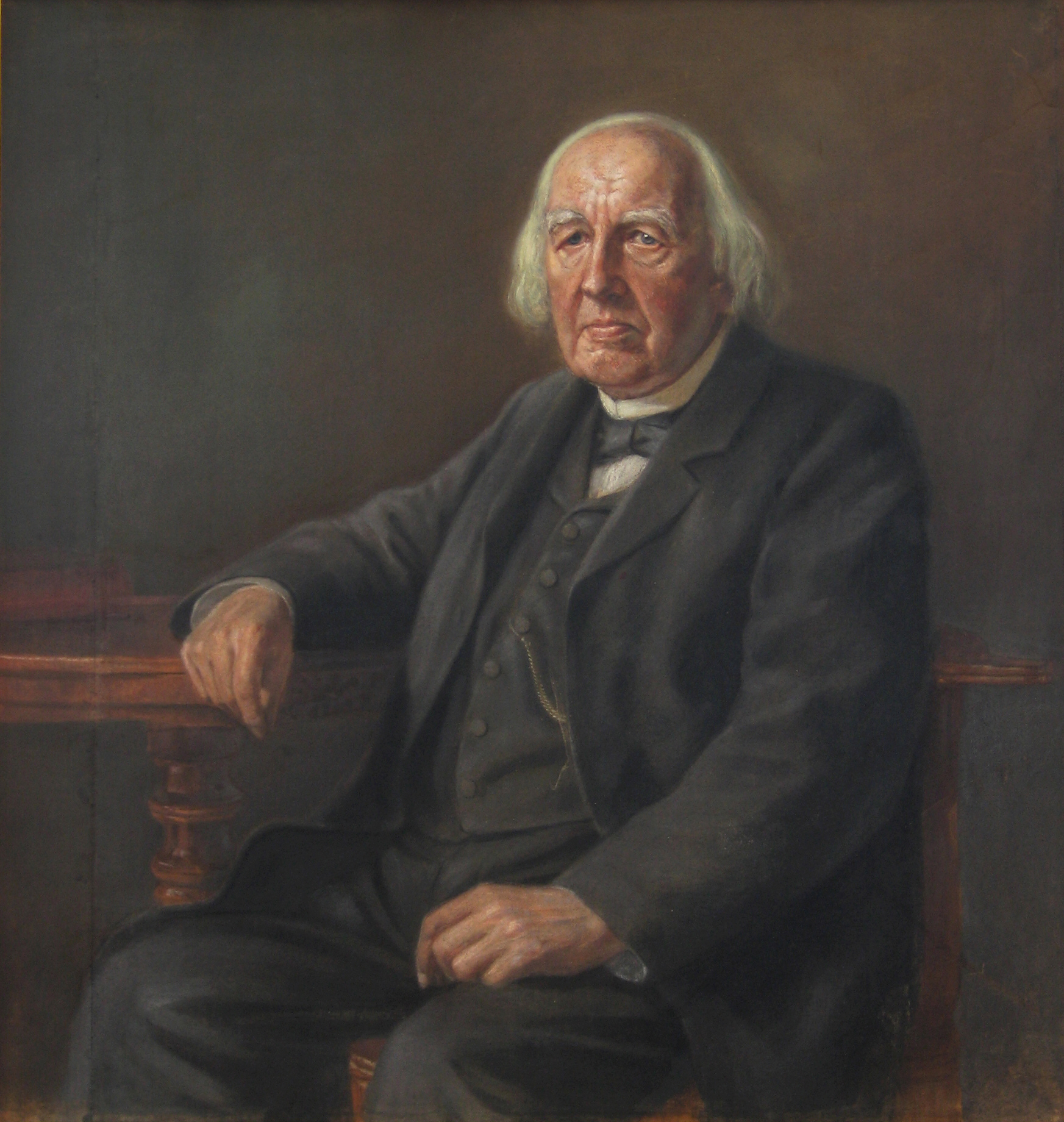
Pastellbild
von Conrad Fehr

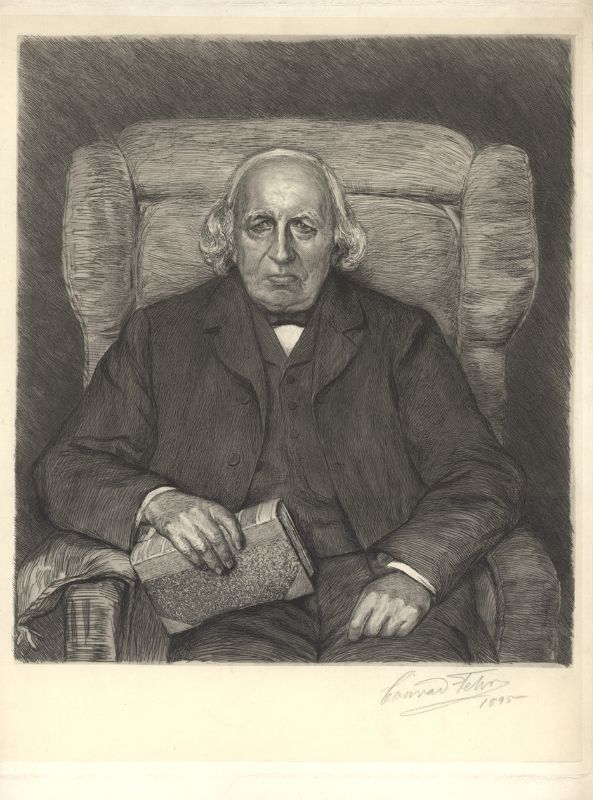
Radierung
von Conrad Fehr

Schon in seiner Braunsberger Zeit litt er an Gesundheitsproblemen, und Ende 1861 erlitt er einen völligen Zusammenbruch.
Zu seinem 70. Geburtstag wurde ihm als Zeichen der Verehrung und Dankbarkeit ein Fotoalbum mit Porträts vieler seiner Schüler, Freunde und Kollegen überreicht.
Zum Anlass seines 80. Geburtstages wurden zwei Gemälde angefertigt:
das eine von Rudolf von Voigtländer (nach dem die bekannte Heliogravüre angefertigt wurde) und das andere von dem Maler, Graphiker und Bildhauer Conrad Fehr (1854–1933), nach dem Fehr auch eine Radierung anfertigte. Weierstraß war zu seinem Jubiläum schon seit einem Jahr auf einen Rollstuhl angewiesen und konnte auf ärztlichen Rat nur für zwei Stunden im Sessel sitzend die Glückwünsche von Schülern, Freunden und Kollegen in seiner Wohnung entgegennehmen. Zwar war er durch körperliche Leiden gezeichnet, erwiderte aber schlagfertig und passend die gehaltenen Ansprachen.
1856 wurde er als ordentliches Mitglied in die Preußische Akademie der Wissenschaften aufgenommen. 1864 wurde er korrespondierendes und 1895 Ehrenmitglied der Russischen Akademie der Wissenschaften in St. Petersburg. Seit 1868 war er korrespondierendes und seit 1879 auswärtiges Mitglied der Académie des sciences. 1881 wurde er auswärtiges Mitglied der Royal Society, deren Copley-Medaille erhielt er 1895. Im Jahr 1883 wurde er zum Mitglied der Leopoldina gewählt. 1892 wurde er in die National Academy of Sciences, 1896 in die American Academy of Arts and Sciences gewählt. Im Jahr 1887 erhielt er die Cothenius-Medaille der Leopoldina.
Er starb am 19. Februar 1897 in Berlin an einer Lungenentzündung und wurde auf dem St.-Hedwigs-Friedhof in Berlin beigesetzt. Sein Grabstein wurde 1961 durch den Bau der Berliner Mauer an die alte Friedhofsmauer umgesetzt, das Grab liegt im ehemaligen Todesstreifen. Bis zum Jahre 2014 war die neue Stelle des Grabsteines als Ehrengrab der Stadt Berlin ausgewiesen.

## Werk
Sein Hauptwerk galt der logisch strengen Fundierung der Analysis (zuerst in Vorlesungen 1859/60) und der Entwicklung der Funktionentheorie auf der Basis der Potenzreihenentwicklungen.
Viele wichtige Konzepte der heute gelehrten Analysis stammen von ihm, z. B. Konvergenzkriterien für Reihen, die Behandlung unendlicher Produkte und der Begriff der gleichmäßigen Konvergenz (Weierstraß-Kriterium). Von ihm stammt der Satz von Bolzano-Weierstraß, der besagt, dass jede beschränkte Folge im {\displaystyle \mathbb {R} ^{n}} wenigstens einen Häufungspunkt hat.
Weierstraß gab auch im Rahmen seiner strengen Begründung der Analysis eine der ersten Axiomatisierungen der reellen Zahlen (wobei die strenge Axiomatisierung der diesen zugrundeliegenden natürlichen Zahlen erst später mit Giuseppe Peano einsetzte). Sein Zugang war über konvergente unendliche Reihen in den Kehrwerten natürlicher Zahlen mit beschränkten Partialsummen. Er kannte ihn schon Anfang der 1860er Jahre, veröffentlicht wurde er aber erst 1872 von Ernst Kossak, nach der Vorlesung von Weierstraß zur Einführung in die Funktionentheorie von 1865/66, die er von 1857 bis 1887 alle zwei Jahre (mit Abwandlungen) in seinem Vorlesungszyklus über Funktionentheorie hielt. Weierstraß sah allerdings die Veröffentlichung von Kossak als unzureichend und entstellend an. Die Methode von Weierstraß wurde noch mehrfach von anderen veröffentlicht man gab aber meist den Methoden von Dedekind oder Cantor den Vorzug. Vor Weierstraß veröffentlichten Richard Dedekind (1872), Georg Cantor und Charles Méray (1869) eine strenge Theorie reeller Zahlen. In einer Ausarbeitung derselben Vorlesung von Weierstraß von Moritz Pasch findet sich auch erstmals der Begriff Häufungspunkt (aufgegriffen von Georg Cantor 1872).
1868 fand er die Jordansche Normalform für Matrizen über den komplexen Zahlen (Camille Jordan führte sie für Matrizen über endlichen Körpern 1870 ein), wobei er die Sprache von Bilinearformen verwendete und die Weierstraß-Normalform einführte (siehe Frobenius-Normalform) und Elementarteiler. Unabhängig fand Henry John Stephen Smith die Elementarteiler (siehe Smith-Normalform). Weierstraß bewies 1863 auch, dass der Körper der komplexen Zahlen der einzige endlichdimensionale kommutative Oberkörper der reellen Zahlen ist (veröffentlicht in Hermann Hankel Theorie der complexen Zahlsysteme).
In der Variationsrechnung, über die Weierstraß regelmäßig las, gab er notwendige Bedingungen für Extrema. Bekannt ist auch seine Kritik am Dirichlet-Prinzip, mit dem Bernhard Riemann seine Funktionentheorie begründete.
Weierstraß fand 1872 eine Funktion, die überall stetig, aber nirgends differenzierbar ist. Bernard Bolzano hatte bereits 1834 ein solches Beispiel angegeben, das die mathematische Fachwelt allerdings nicht zur Kenntnis genommen hatte. In der Folge entdeckten weitere Mathematiker solche Monsterkurven, so genannt, da ihre Existenz der Intuition widersprach.
Weierstraß, der schon die Werke von Jakob Steiner und Carl Gustav Jacobi mit herausgab, überwachte auch das Erscheinen der ersten Bände seiner eigenen Werke, in denen speziell seine Vorlesungen, die viel unveröffentlichtes Material enthielten, herausgegeben werden sollten.
In der Didaktik leistete er 1845 einen Beitrag zur Mäeutik. In Über die Sokratische Lehrmethode und deren Anwendbarkeit beim Schulunterrichte äußerte er sich lobend über die Methode, aber skeptisch gegenüber ihrer Anwendung in der Schule.

### Sätze
- Nach ihm benannt wurde in der Analysis der Satz von Bolzano-Weierstraß über beschränkte Zahlenfolgen.
- Der Approximationssatz von Weierstraß besagt, dass die Polynome dicht im (mit der {\displaystyle \infty }-Norm versehenen) metrischen Raum der stetigen, reellen Funktionen auf einem kompakten Intervall liegen.

Weiterhin stammen von ihm
- der Satz von Lindemann-Weierstraß
- der weierstraßsche Konvergenzsatz über die lokal gleichmäßige Konvergenz von Folgen holomorpher Funktionen
- das Weierstraßsche Majorantenkriterium über Konvergenz von Funktionenreihen
- die weierstraßsche Zerlegungsformel
- der Vorbereitungssatz von Weierstraß und der Divisionssatz von Weierstraß in der Theorie mehrerer komplexen Variablen
- der weierstraßsche Produktsatz in der komplexen Analysis sowie
- der Satz von Weierstraß-Casorati.
- Der Satz vom Minimum und Maximum wird manchmal auch als „Satz von Weierstraß“ bezeichnet oder „Satz von Weierstraß über Extremalwerte“.
- Weierstraßscher Doppelreihensatz

### Funktionen und andere mathematische Objekte
- Weierstraßsche ℘-Funktion (P-Funktion, falls ohne Weierstraß-p geschrieben)
- Weierstraß-Funktion, pathologisches Beispiel einer reellen stetigen, nirgends differenzierbaren Funktion (auch Weierstraß-Cosinusreihe genannt)
- Weierstraßsche Sigma-Funktion  (Weierstraßsche {\displaystyle \sigma }-Funktion)[14] und Weierstraß-Konstante[15]
- Weierstraßsche Zeta-Funktion (Weierstraßsche {\displaystyle \zeta }-Funktion)[16]
- Weierstraß-Faktor (oder Weierstraßscher Elementarfaktor)

## Schriften
- Beitrag zur Theorie der Abel'schen Integrale. In: Jahresbericht über das Königl. Katholische Gymnasium zu Braunsberg 1848/49, S. 1–23. (Digitalisat und Volltext im Deutschen Textarchiv)
- Gesammelte Werke, 7 Bde., Berlin: Mayer und Müller, 1894–1927 (Nachdruck Hildesheim: Olms 1967), speziell:
  - Abhandlungen-1// Math. Werke. Band 1. Berlin, 1894
  - Abhandlungen-2// Math. Werke. Band 2. Berlin, 1897
  - Abhandlungen-3// Math. Werke. Band 3. Berlin, 1915
  - Vorlesungen über die Theorie der Abelschen Transcendenten// Math. Werke. Band 4. Berlin, 1902
  - Band 5: Vorlesungen über die Theorie der elliptischen Funktionen
  - Band 6: Vorlesungen über Anwendung der elliptischen Funktionen
  - Vorlesungen über Variationsrechnung// Math. Werke. Band 7. Berlin, 1927
- Ausgewählte Kapitel aus der Funktionentheorie (Vorlesung, gehalten in Berlin 1886, mit der akademischen Antrittsrede, Berlin 1857 und drei weiteren Originalarbeiten), Teubner Archiv Mathematik, Leipzig 1988 (Hrsg. R. Siegmund-Schultze)
- Abhandlungen aus der Functionenlehre, Springer, Berlin 1886
- Einleitung in die Theorie der analytischen Funktionen, Vorlesung Berlin 1878, Dokumente zur Geschichte der Mathematik 4, Vieweg 1988 (Mitschrift Adolf Hurwitz)
- Formeln und Lehrsätze zum Gebrauche der elliptischen Functionen, nach Vorlesungen und Aufzeichnungen des K. Weierstrass, Berlin 1893 (Hrsg. Hermann Amandus Schwarz, nur die 1. Abteilung erschienen), Nachdruck Würzburg: Physica Verlag 1962
- Theorie der Abelschen Funktionen, Crelle J. 1856, Project Gutenberg

## Ehrungen
- 1875 erhielt Karl Weierstraß den Orden Pour le Mérite.[17]
- Auf der Parzelle in seinem Geburtsort Ostenfelde, wo sich einst sein Geburtshaus befand (abgebrochen 1850), steht heute das Gebäude Weierstrassweg 2.[18] Anm Nachfolgegebäude ist zur Straße hin eine Gedenktafel angebracht. Die Inschrift lautet: „An dieser Stätte wurde am 31.10.1815 Karl Weierstrass, der berühmte Mathematiker, eine Leuchte der Berliner Universität, geboren.“
- 2008 wurde auf Initiative der Deutschen Mathematiker-Vereinigung (DMV) am Lyceum Hosianum in Braniewo eine Gedenktafel angebracht, die an Karl Weierstraß und Wilhelm Killing und ihr Wirken in Braunsberg erinnert.[19]
- Der Mondkrater Weierstrass sowie der Asteroid (14100) Weierstrass wurden nach ihm benannt.
- In Ostenfelde wurde eine Straße nach ihm benannt, ebenso der Weierstraßsaal im Hauptgebäude der Humboldt-Universität zu Berlin.

## Namensgeber
- Die Fakultät für Elektrotechnik, Informatik und Mathematik der Universität Paderborn verleiht alljährlich der Weierstraß-Preis für herausragende Lehre an je einen Dozenten und einen Mitarbeiter.
- Karl Weierstraß ist Namensgeber für das Weierstraß-Institut für Angewandte Analysis und Stochastik, ein Leibniz-Institut im Forschungsverbund Berlin e. V.